# Francesco Patrizi (filosofo)
Francesco Patrizi (in latino: Franciscus Patricius, in croato: Franjo Petriš/Frane Petrić; Cherso, 25 aprile 1529 – Roma, 6 febbraio 1597) è stato un filosofo e scrittore italiano, di orientamento neoplatonico.
Nato sull'isola di Cherso, ai tempi parte della Repubblica di Venezia, non sono molte le notizie sulla sua vita; gli spunti tratti dalla sua opera furono noti ai suoi successori solo attraverso altri pensatori. Della sua opera si inizia a discutere solo verso l'Ottocento.

## Biografia

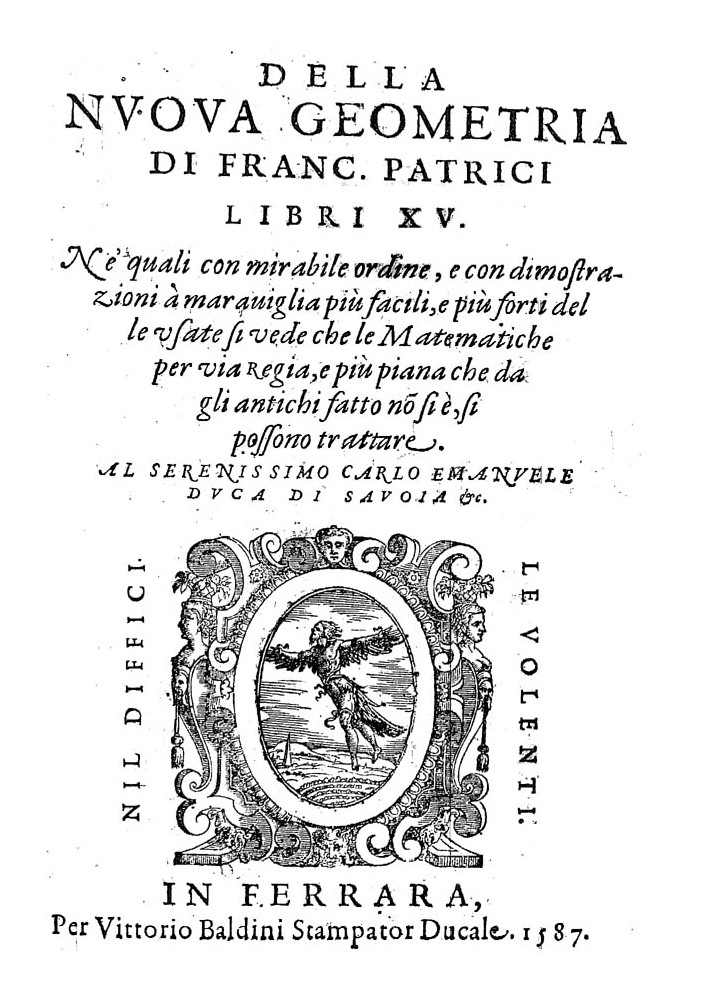
Della nuova geometria, 1587

Nel 1538 era già imbarcato su una nave al comando dello zio Giovanni Giorgio Patrizi; dopo aver studiato a Cherso con Petruccio da Bologna, nel 1544 fu a Venezia, dove studiò grammatica con Andrea Fiorentino, passando poi a Ingolstadt, sotto la protezione del cugino, il luterano Mattia Flacio Illirico.
Nel 1547 era a Padova per studiare filosofia con Bernardino Tomitano, Marco Antonio Passeri, detto "Il Genua", Lazzaro Bonamico e Francesco Robortello; qui fu presidente della Congrega degli Studenti Dalmati e pubblicò i suoi primi scritti.
In una tarda lettera, indirizzata il 12 gennaio 1587 all'amico Baccio Valori, scrisse che a Padova aveva «trovato un Xenofonte greco e latino, senza niuna guida o aiuto, si mise nella lingua greca, di che havea certi pochi principi in Inghilstat, e fece tanto profitto che a principio di novembre e di studio ardì di studiare e il testo di Aristotile e i commentatori sopra la Loica greci. Andò ad udir il Tomitano, famoso loico, ma non gli pose mai piacere, senza saper dire perché, onde studiò loica da sé. L'anno seguente entrò alla filosofia di un certo Alberto e del Genoa e né anco questi gli poterono piacere, onde studiò da sé. In fin di studio udì il Monte medico, e gli piacque per il metodo di trattar le cose, e così Bassiano Lando, di cui fu scolare mentre stette in istudio. E fra tanto, sentendo un frate di S. Francesco sostentar conclusioni platoniche, se ne innamorò, e fatto poi seco amicizia dimandogli che lo inviasse per la via di Platone. Gli propose come per via ottima la Teologia del Ficino, a che si diede con grande avidità: E tale fu il principio di quello che poi sempre ha seguitato».
A Venezia nel 1553 pubblicò la Città felice, il Dialogo dell'Honore, il Discorso sulla diversità dei furori poetici e le Lettere sopra un sonetto di Petrarca.
Alla morte del padre nel 1554 tornò a Cherso per occuparsi dell'eredità e vi rimase per quattro anni.
Tornato nella penisola, intenzionato ad entrare nella corte del duca di Ferrara Ercole II d'Este, gli presentò il suo poema, Eridano, scritto negli innovativi versi martelliani tredecasillabi, senza tuttavia ottenere il successo sperato. Passato allora a Venezia, sotto il patronato di Giorgio Contarini, fondò con il poeta Bernardo Tasso, il padre di Torquato, l'Accademia della Fama e scrisse i dieci Dialoghi della Historia nel 1560 e nel 1562 i dieci Dialoghi della Retorica.
Mandato a Cipro per curare gli interessi del Contarini, si diede al commercio e all'acquisto di manoscritti greci e si trovò a dover anche partecipare alla guerra turco-veneziana, imbarcato nella flotta comandata da Andrea Doria. Passato al servizio dell'arcivescovo di Cipro Filippo Mocenigo, nel 1568 ritornò in Italia, e si stabilì a Padova, precettore di Zaccaria, nipote del Mocenigo e scrivendo le Discussioni peripatetiche il cui primo volume fu pubblicato nel 1571 e interamente nel 1581 a Basilea, dedicate a Zaccaria Mocenigo. Conquistata Cipro dai turchi, perdette il patrimonio investito nell'isola; vendette allora i manoscritti greci a Filippo II di Spagna e si trovò a dovere chiedere aiuto ad amici ai quali dedicò la sua Amorosa filosofia.
Dal 1577 al 1592 insegnò filosofia nell'università di Ferrara, e fu membro dell'Accademia della Crusca nel 1587, continuando a pubblicare scritti filosofici, letterari, di strategia militare, di ottica, d'idraulica, di botanica; nel 1581 pubblicò le Discussioni peripatetiche, nel 1585 il Parere in difesa di Ludovico Ariosto, nel 1586 il Della Poetica, ove sostenne la superiorità della lingua volgare sul latino, nel 1587 la Nuova geometria dedicata a Carlo Emanuele I di Savoia, la Philosophia de rerum natura e nel 1591 la Nova de universis philosophia, che fu temporaneamente messa all'Indice dal Sant'Uffizio, per essere poi rimossa in seguito alle correzioni fatte dello stesso Patrizi.
Nel 1592 l'amico papa Clemente VIII lo nominò professore presso lo Studium Urbis. A Roma pubblicò nel 1594 la sua ultima opera, i Paralleli militari. Fu anche membro della confraternita di San Girolamo di Roma, cui potevano accedere "illirici, dalmati e schiavoni".
È sepolto nella chiesa romana di Sant’Onofrio al Gianicolo, nella stessa tomba di Torquato Tasso.

## Posizioni filosofiche
Le Discussiones peripateticae libri XV esaminano la tradizione aristotelica, confrontandola con quella presocratica e platonica; immediata è la critica di Aristotele, a partire dalla sua vita: «né i suoi costumi furono così santi, né così magnifiche le sue azioni né così varie le sue azioni da ingenerare ammirazione» (I, 2). Lo rimprovera di aver utilizzato scoperte di altri che tuttavia attaccò polemicamente, senza mostrare alcuna riconoscenza.

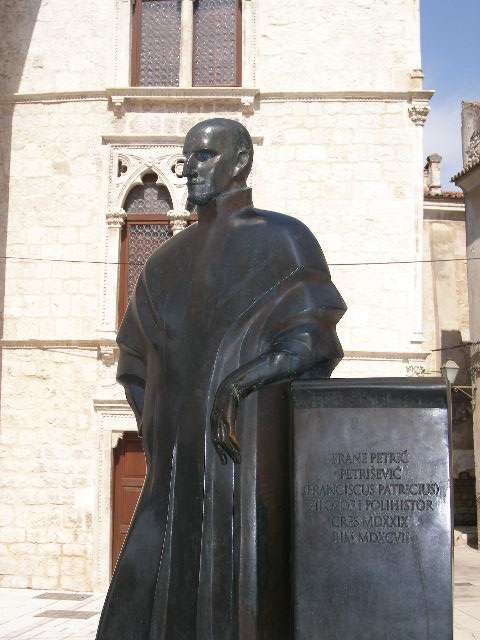
Il controverso monumento innalzato di recente a Cherso, dove Francesco Patrizi è ribattezzato Frane Petric.

Nel merito, critica l'aristotelismo per aver teorizzato che le cose derivino dalle altre attraverso il principio dei contrari; per il Patrizi, ogni cose si origina da una simile, non già da una contraria; gli appare più adeguata la filosofia naturalistica presocratica, a differenza dei principi aristotelici che «non hanno nessuna forza, nessun vigore, nessuna capacità di generare e non arrecano alcun contributo alla generazione di nessuna cosa. A che serve infatti la freddezza al legno per riscaldare o bruciare col fuoco? Che cosa la privazione della forma serve per produrre forma?» (IV, 1).
Nell'opera, il Patrizi fa sfoggio di molta erudizione con uno stile che si compiace di non poca retorica, così dispiacendo al Bruno che la definì "sterco di pedanti". Ma apprezzerà invece la successiva Nova de Universis philosophia, del 1591, il cui titolo completo è Nova de Universis philosophia, libris quinquaginta comprehensa: in qua Aristotelico methodo non per motum, sed per lucem et lumina ad primam causam ascenditur. Deinde nova quidam et peculiari methodo tota in contemplationem venit divinitas. Postremo methodo platonico rerum universitas a conditore Deo deducitur. Fu pubblicata con l'aggiunta degli oracoli di Zoroastro, Ermete Trismegisto, Asclepio, e della Theologia Aristotelis, pubblicata in un'edizione romana nel 1519.
È divisa in quattro parti, la "Panaugia" o della luce, la "Panarchia" o del principio delle cose, la "Pampsichya" o dell'animae la "Pancosmia" o del mondo. Nella prima espone la teoria della luce che, proveniente da Dio, «semplicissima tra le cose, non è duplice, sicché in essa vi è forma e materia. Unica, è a se stessa materia e forma» e si diffonde, con il calore e la materia fluida – il primaevus fluor - per lo spazio che, come essa, è infinito; infatti, se la luce è infinita, anche lo spazio deve essere infinito e così il mondo: «se lo spazio contiene tutto e così pure il mondo, mondo e spazio saranno lo stesso per capacità e determinazione locale. Dunque lo spazio è infinito sicché anche il mondo sarà infinito».
Continua la sua polemica antiaristotelica, sostenendo che la dottrina cristiana si può ricavare dagli stessi dialoghi platonici e la teologia cristiana è già presente in Plotino. Già i primi Padri della Chiesa «vedendo che con pochi mutamenti i platonici potevano divenire facilmente cristiani, anteposero Platone e i platonici a ogni altro e nominarono Aristotele solo con infamia. Ma quasi quattrocento anni fa i teologi scolastici si sono comportati in modo opposto fondando la fede sull'empietà aristotelica. Li scusiamo, perché non poterono conoscere i platonici, non conoscendo il greco, ma non li scusiamo per aver cercato di fondare la fede sull'empietà».

## Opere
- Al molto magico et magnanimo m. Giacomo Ragazzoni. In Giacomo Ragazzoni, Della Mercatura, Venetia, 1573. In Chronica Magni Arueoli Cassiodori senatoris atque Patricii prefatio. Sta in Speisshaimer, Iohan. Ioannis Cuspiani...de Consulibus. Basel 1553.
- L'Eridano. In nuovo verso heroico...Con i sostentamenti del detto verso, Ferrara. Appresso Francesco de Rossi da Valenza 1557
- Le rime di messer Luca Contile...con discussioni e argomenti di M. Francesco Patritio, Venezia. F. Sansovino, 1560
- Della Historia dieci dialoghi, Venetia:  Appresso Andrea Arrivabene, 1560
- Della retorica dieci dialoghi... nelli quali si favella dell'arte oratoria con ragioni repugnanti all'opinione, che intorno a quella hebbero gli antichi scrittori (Deset dijaloga o retorici) , Venetia: Appresso Francesco Senese, 1562
- Le imprese illustri con espositioni, et discorsi del sor. Ieromimo Ruscelli. Con la giunta di altre imprese: tutto riordinato et corretto da Franco. Patritio, In Venetia: Appresso Comin da Trino di Monferrato, 1572
- De historia dialogi X. In Artis historicae penus. Octodecim scriptorum tam veterim quam recentiorum monumentis, Basileae, Ex officinia Petri Paterna, 1579
- Discussionum Peripateticarum tomi IV, quibus Aristotelicae philosophiae universa Historia atque Dogmata cum Veterum Placitis collata, eleganter et erudite declarantur, Basileae, 1581.
- Parere del s. Francesco Patrici, in difesa di Lodovico Ariosto. All'Illustr. Sig. Giovanni Bardi di Vernio, Ferrara, 1585
- La militia Romana di Polibio, di Tito Livio, e di Dionigi Alicarnasseo, Ferrara, 1583.
- Della poetica di Francesco Patricii la Deca Istoriale, nella quale con diletteuole antica nouità, oltre a poeti e lor poemi innumerabili, che ui si contano, si fan palesi tutte le cose compagne e seguaci dell'antiche poesie. In Ferrara: per Vittorio Baldini, 1586. (on-line)
- Della nvova geometria di Franc. Patrici libri XV. Ne' quali con mirabile ordine, e con dimostrazioni à marauiglia più facili, e più forti delle usate si vede che la matematiche per uia regia, e più piana che da gli antichi fatto non si è, si possono trattare..., Ferrara, Vittorio Baldini, 1587.[3]
- Difesa di Francesco Patrizi; dalle cento accuse dategli dal signor Iacopo Mazzoni, in Discorso intorno alla Risposta del sig. F. Patrizio, Ferrara, 1587.
- Risposta di Francesco Patrizi; a due opposizioni fattegli dal sign. Giacopo Mazzoni in Della difesa della Comedia di Dante, Ferrara, Vitt. Baldini, 1587.
- De rerum natura libri II priores. Aliter de spacio physico, aliter de spacio mathematico, Victorius Baldinus, Ferrara, 1587.
- Zoroaster et eius CCCXX oracula Chaldaica, eius opera e tenebris eruta et Latine reddita.  Ferrara.  Ex Typographia Benedicti Mammarelli, 1591.
- Nova de universis philosophia. (Ad calcem adiecta sunt Zoroastri oracula CCCXX ex Platonicis collecta, ecc.) , Ex Typographia Benedicti Mammarelli, Ferrara, 1591; Venezia, 1593.
- Magia philosophica, hoc est Francisci Patricij summi philosophi Zoroaster et eius 320 oracula Chaldaica. Asclepii dialogus, et philosophia magna: Hermetis Trismegisti. Iam lat. reddita, Hamburg, 1593.
- Paralleli militari, Roma, 1594.
- Apologia ad censuram.

### Edizioni moderne
- La Città felice, Venezia, Griffio, 1553, in Utopisti e Riformatori sociali del cinquecento, Bologna, 1941.
- L'amorosa filosofia, Firenze, 1963.
- Della poetica. Edizione critica a cura di D. A. Barbali, Bologna, 1971.
- Della retorica. Dieci dialoghi, a cura di A. L. Puliafito, Aurifodina Philosophica, CESDES, 1994, ISBN 8885979041
- De spacio physico et mathematico, Libraire philosophique Vrin, Paris, 1996.

### Studi
- P. M. Arcari, Il pensiero politico di Francesco Patrizi da Cherso, Roma, 1905
- N. Robb, Neoplatonism of the Italian Renaissance. London, 1935
- B. Brickman, An Introduction to Francesco Patrizi's Nova de Universis Philosophia, New York, 1941
- T. Gregory, L'Apologia e le Declarationes di Francesco Patrizi, in Medioevo e Rinascimento. Studi in onore di Bruno Nardi, Firenze, 1955
- Onoranze a Francesco Patrizi da Cherso, Mostra bibliografica, Trieste, 1957
- La negazione delle sfere dell'astrobiologia di Francesco Patrizi, in P. Rossi, Immagini della scienza, Roma, 1977
- G. Piaia, Tra misticismo neoplatonico e 'filosofia dei fiumi'. Il tema delle acque in Francesco Patrizi, in idem, Sapienza e follia. Per una storia intellettuale del Rinascimento europeo, Pisa, 2015
- C. Vasoli, Francesco Patrizi da Cherso, Roma 1989